# Ctenochira romani
Ctenochira romani är en stekelart som först beskrevs av Pfankuch 1925.  Ctenochira romani ingår i släktet Ctenochira och familjen brokparasitsteklar. Arten är reproducerande i Sverige. Inga underarter finns listade i Catalogue of Life.